# Stará Bystrica
Stará Bystrica (Hongaars: Óbeszterce) is een Slowaakse gemeente in de regio Žilina, en maakt deel uit van het district Čadca.
Stará Bystrica telt 2.755 inwoners.